# سوزان فریزر
سوزان فریزر (انگلیسی: Susan Fraser؛ زادهٔ ۱۵ july ۱۹۶۶ (۵۸ سال)) بازیکن هاکی روی چمن اهل بریتانیا است.